# 공룡 거티
《공룡 거티》(Gertie the Dinosaur)는 미국의 만화가이자 애니메이터인 윈저 맥케이가 제작한 1914년 단편 애니메이션이다. 공룡이 등장하는 애니메이션은 본 작품이 최초이다.